# Radu Ralea
Radu Ralea (n. 8 iunie 1908, Bârlad, Tutova, România – d. 31 octombrie 1966, Iași, România) a fost un chimist român, profesor universitar în cadrul Facultății de Chimie, Universitatea „Alexandru Ioan Cuza” din Iași. A fost discipol și colaborator al academicianului Radu Cernătescu; alături de acesta, a pus bazele școlii românești de polarografie. De asemenea, a amenajat primul laborator de lucru cu izotopi radioactivi la Iași.

## Educație
În perioada 1915-1927, Radu Ralea a urmat școala primară, apoi studiile liceale în cadrul Colegiului Național „Gheorghe Roșca Codreanu” ambele în Bârlad.
A continuat studiile la Facultatea de Științe, Universitatea „Alexandru Ioan Cuza” din Iași, obținând licența în Chimie în 1931. Radu Ralea a urmat și cursurile Facultății de Chimie Industrială (Institutul Politehnic Iași), susținând practic examenele de diferență la disciplinele tehnice și obținând astfel diploma de „Inginer chimist” (1941).
În 1937 a obținut titlul de Doctor în chimie cu teza intitulată „Cercetări asupra reacțiilor albastrului de metilen cu săruri metalice” (profesor coordonator: Radu Cernătescu). În 1938 a pleacat pentru un an la Paris, ca cercetător postdoctoral la École Pratique des Hautes Études, unde și-a însușit metodele timpului referitoare la sinteza și caracterizarea compușilor anorganici (profesor coordonator: René Audubert⁠(fr)[traduceți]). Ulterior a beneficiat de alte stagii de formare/ specializare la Moscova și Leningrad (URSS).

## Activitate profesională
În 1931 a fost încadrat ca asistent universitar în cadrul Catedrei de Chimie fizică și Analitică, Facultatea de Chimie a Universității „Alexandru Ioan Cuza” din Iași, unde a lucrat sub îndrumarea lui Radu Cernătescu. În 1934 a fost  înființat postul de conferențiar pentru disciplina „Radioactivitate și Structura materiei", post ocupat de către viitorul academician Horia Hulubei. Pe perioada în care Horia Hulubei a fost plecat la Paris ca cercetător postdoctoral, poziția a fost suplinită de către Radu Ralea, care a luat astfel primul contact cu disciplina Radiochimie. 
După un stagiu postdoctoral efectuat la Paris a revenit în România (1939) ca asistent în cadrul Institutului Politehnic „Gheorghe Asachi" din Iași. Forțat de împrejurări (începerea celui de-al doilea Război Mondial), și-a întrerupe activitatea universitară, trecând în industrie (Întreprinderea Textila-Iași și alte întreprinderi de profil din Modova) până în 1946. A revenit apoi la activitatea didactică, inițial la Institutul Politehnic „Gheorghe Asachi", (1946) iar apoi la Universitatea „Alexandru Ioan Cuza” (1948).

### Activitate didactică
Radu Ralea a instruit numeroase generații de chimiști, în cadrul Facultății de Chimie. Preocupat de continua ridicare a nivelului de studiu, a publicat în anul 1965 în premieră în România, un curs de „Chimia și structura combinațiilor complexe". De asemenea, a predat cursuri moderne de „Chimie anorganică", „Analiză chimică", „Radiochimie" și „Combinații complexe". Iată cum îl descrie unul dintre colaboratorii săi: „[...] Radu Ralea manifesta o blândețe deosebită, bunăvoință și răbdare, dar și suficientă severitate și intransigență părintească atunci când apăreau situații ce impuneau luarea unor astfel de masuri dojenitoare, făcute corect și la obiect [...]. Eram lăsați să ne manifestăm din plin personalitatea noastră științifică, accepta dialogul, chiar dacă făceam erori în  aprecierea teoretică a rezultatelor noastre sau nu știam deloc să interpretăm ceea ce am obținut în laborator, însă Profesorul, de foarte multe ori, după câteva  secunde de cugetare, ne surprindea pur și simplu cu câte o explicație științifică justificatoare, corectă, la care nu ne-am gândit, ori singuri n-am fi ajuns la ea din lipsă de experiență. Ținea foarte mult la colectivul său de lucru și de foarte multe ori ne sprijinea și ne lua apărarea în situații ce impuneau intervenția sa energică și autoritară".

### Activitate științifică
Analiza fizico-chimică a constituit o preocupare permanentă a cercetătorului Radu Ralea. Ca urmare a colaborării cu Jaroslav Heyrovský, laureat al Premiului Nobel pentru Chimie (de altfel, bun prieten), Radu Ralea a aplicat pentru prima oară metoda polarografică la nivel național. Polarografia a fost unul dintre cele mai importante domenii de cercetare abordate de către acesta, fiind considerat cofondator al școlii românești de polarografie (alături de Radu Cernătescu). 
De asemenea, a întreprins cercetări în domeniul radiochimiei. Activitatea științifică a profesorului Radu Ralea s-a concretizat prin publicarea a 90 de lucrări din domeniul chimiei anorganice, chimiei analitice și chimiei fizice. Demne de menționat sunt următoarele teme de cercetare:
- polarografie oscilografică ca mijloc de cercetare în stabilirea mecanismelor de reacție a numeroșilor derivați amino-cobaltici sau cobalt-diacidotetraminici
- activarea radicalului azo din compuși organici
- emisia de fotoni prin termoliza azo-hidrurilor
- dozari potențiometrice și colorimetrice ale bromului liber, a ionilor bromură/ bromat, sau a cationilor Co(II), Cu(II) si K(I), cu aplicatii industriale imediate în controlul fluxului  tehnologic
- stabilirea polarografică a influenței substituienților polari asupra pirocatechinei, nicotin-amidei, sau a derivaților de clor-nitrobenzen[11]
- polimerizarea fotochimică
- studii fizico-chimice asupra structurii diferitelor combinații complexe
- analiza termică a unor compuși anorganici
- schimbul izotopic
- radiopolarografia

### Activitate managerială
Ca urmare a stagiului de specializare efectuat în 1960 la Universitatea Mihail Lomonosov (Moscova) în laboratorul academicianului sovietic Alexander Nesmeianov⁠(d), în 1962 a înființat primul laborator de radiochimie din Iași. Acesta a fost preluat în 1966 de către profesorul Alexandru Cecal, care l-a transformat într-un centru de cercetare remarcabil. 
Din 1964 până la decesul survenit în 1966, a fost Șeful Catedrei de Chimie Anorganică și Analitică din cadrul Facultății de Chimie, Universitatea „Alexandru Ioan Cuza” din Iași. În paralel, a activat ca Șef de sector în cadrul Institutului de Chimie „Petru Poni" al Academiei Române, Filiala Iași, unde a dezvoltat laboratoare de cercetare polarografică și de combinații complexe.